# Ghanta
Un ghanta este un clopot folosit în ritualurile hinduse și budiste . Ghanta este făcut în general din aramă sau fier , are un mâner lung , iar în vârful mânerului are o micuță statuietă sau un simbol . Aceste clopote sunt folosite  în foarte multe ritualuri , deoarece se crede că au puterea de a alunga asura (demonii) și de a invoca deva (zeii) .